# バヒーヤ・ハリーリー

バヒーヤ・ハリーリー

バヒーヤ・バハーッディーン・アル＝ハリーリー（アラビア語: بهية بهاء الدين الحريري、Bahia Hariri、1952年6月23日 -）は、レバノンの政治家。元レバノン首相ラフィーク・ハリーリーの妹。元レバノン教育・高等教育大臣。ムスタクバル潮流所属。
サイダー（シドン）に生まれる。
1992年に初めて国会議員に選出された。2005年2月14日、兄のラフィーク・ハリーリーは暗殺されたが、2005年6月の選挙でも選出された。
2008年8月に成立した第2次フアード・シニオラ（フアード・スィニューラ）内閣で、教育・高等教育大臣をつとめた。
現在、ユネスコ親善大使も務める。